# نیکیتا پادگورنوی
نیکیتا ولادمیروویچ پادگورنوی (روسی: Ники́та Влади́мирович Подго́рный؛ ‏ ۱۶ فوریهٔ ۱۹۳۱ – ۲۶ سپتامبر ۱۹۸۲) بازیگر اهل اتحاد جماهیر شوروی بود. وی در سال ۱۹۷۱ به‌عنوان هنرمند مردمی جمهوری شوروی فدراتیو سوسیالیستی روسیه انتخاب شد.
از فیلم‌ها یا مجموعه‌های تلویزیونی که وی در آن‌ها نقش داشته است، می‌توان به ابله و برادران کارامازوف اشاره نمود.